# Cortinarius fusipes
Cortinarius fusipes är en svampart som först beskrevs av Petter Adolf Karsten, och fick sitt nu gällande namn av Bidaud, Moënne-Locc. & Reumaux 1997. Cortinarius fusipes ingår i släktet Cortinarius och familjen spindlingar.   Inga underarter finns listade i Catalogue of Life.